# Alergen
Alergen je vrsta antigena, ki povzroča zelo živahen imunski odziv, pri katerem se imunski sistem bori z zaznano domnevno grožnjo, ki je se sicer neškodljiva za telo. Take reakcije se imenujejo alergije.
V bolj strokovnem smislu je alergen antigen, ki je sposoben spodbujanja preobčutljivostne reakcije tipa 1 pri atopijskih posameznikih prek odgovora imunoglobulinov E (IgE). Večina ljudi nakopiči odzive imunoglobulinov E le kot obrambo pred okužbami z zajedavci. Vendar pa se nekateri posamezniki odzivajo na številne pogoste okoljske antigene. Ta dedna nagnjenost se imenuje atopija. Pri atopijskih posameznikih neparazitski antigeni spodbujajo neprimerno proizvodnjo protiteles IgE, kar vodi do preobčutljivosti tipa 1.
Občutljivost se zelo razlikuje od človeka (ali druge živali) do človeka. Za posameznika je lahko alergena široka paleta snovi.